# Порицање Холокауста
Порицање, негирање или одбацивање Холокауста представља порицање геноцида над Јеврејима у Холокаусту током Другог светског рата. Кључне тврдње порицања Холокауста су: Нацистичка Немачка није имала званичну политику или намеру истребљавања Јевреја, нацисти нису користили сабирне логоре и гасне коморе у сврху масовног убијања Јевреја, а број убијених Јевреја је значајно мањи од општеприхваћене процена од пет до шест милиона убијених Јевреја у Европи.

 Негатори Холокауста обично не прихватају израз порицање као прикладан опис њихових дела и користе термине негирање или негационизам уместо тога. Историчари избегавају негационизам, ради разликовања негатора Холокауста од историјских ревизиониста, оних који ревидују тј. поправљају историју, који су познати под тим називом, а за разлику од негатора Холокауста користе утврђене историјске методе. Методе негатора Холокауста су критиковане као базиране на предодређеном закључку који се не осврће на утврђене опширно испитане историјске чињенице. Један од веома присутних ставова међу негаторима Холокауста је и тај да је Холокауст превара настала из јеврејске завере, а као начин промоције интереса Јевреја науштрб других народа. Из тог разлога, порицање Холокауста се сматра антисемитском теоријом завере.